# 小田井原之战
小田井原之戰（おたいはらのたたかい）是日本戰國時期天文16年（1547年）閏7月到8月之間在甲斐國守護武田晴信和關東管領上杉憲政、以及信濃國志賀城城主笠原清繁之間的一場攻城戰鬥。
武田晴信侵入信濃國佐久郡包圍志賀城（現長野縣佐久市）。關東管領上杉憲政向志賀城派出重兵救援，在小田井原（現長野縣北佐久郡御代田町）遭武田軍擊潰。失去救援的志賀城被攻陷，武田家完全控制了佐久郡。

## 背景
戰國時期信濃国佐久郡、小縣郡是由大井氏、伴野氏、滋野氏、海野氏、望月氏、真田氏、依田氏、相木氏、芦田氏、笠原氏中小國人眾領主割據。
甲斐守護武田信虎和駿河国今川氏、信濃国諏訪郡諏訪氏結盟後去除了後顧之憂，於天文9年（1540年）開始大舉入侵佐久郡和小縣郡。武田軍首先攻陷佐久郡，把前山城作為前進據點。天文10年（1541年）春聯合諏訪賴重一起入侵小縣郡攻陷了大井貞隆的本城長窪城劃歸諏訪所有。武田、諏訪連合軍不斷推進趕走了海野氏、真田氏（參見海野平之戰）。
然而，天文10年（1541年）6月，武田信虎的兒子武田晴信發動政變將武田信虎驅逐到駿河国。這一事件的發生導致剛剛歸順武田氏的佐久郡、小縣郡国人衆乘機離反。天文11年（1542年）武田晴信突然出兵進攻諏訪郡滅了諏訪賴重。大井貞隆乘機奪回長窪城。武田氏對佐久郡、小縣郡的控制大大減弱。
天文12年（1543年）9月，在諏訪郡基本平定之後武田晴信出兵小縣郡包圍長窪城。大井貞隆和望月一族據城抵抗，但是由於芦田信守、相木常喜等人的內應以致長窪城失守。大井貞隆被俘後切腹。
為了對付覬覦諏訪郡的高遠賴繼以及藤澤氏、小笠原氏武田晴信轉而向上伊那郡發兵。佐久郡的大井貞清（大井貞隆的兒子）在關東管領上杉憲政的支持下糾結国人衆再次反叛。
武田晴信平定高遠賴繼、降伏藤澤氏之後於天文15年（1546年）5月第二次進攻佐久郡。攻陷大井貞清的内山城捕獲了大井貞清。
關東管領上杉憲政在天文15年4月雖然在河越城之戰中慘敗於北條氏康、然而以上野国為中心勢力依然健在。

## 包圍志賀城
由於大井氏處於毀滅狀態佐久郡大半在武田氏的控制之下，只有志賀城的笠原清繁仍舊負隅頑抗。志賀城和上野国接壤，上杉家可以通過碓冰峠給與支援，笠原氏和上杉氏家臣的高田氏有親屬關係，志賀城派遣高田憲賴父子向上杉氏請求增援。
天文16年（1547年）閏7月，武田晴信以大井三河守為先鋒出兵。同月24日（9月9日）包圍志賀城。25日（9月10日），金堀衆成功挖斷志賀城水源使志賀城陷於絕境。

## 小田井原之戰
關東管領上杉憲政決定向志賀城派出援軍。雖然在河越城之戰中遭受巨大損失，關東管領家仍然具有強大的實力。江戶時代的軍事書『關八州古戰錄』記載上杉憲政無視重臣長野業正的勸告執意出兵，以倉賀野秀景為大將率領西上野衆馳援志賀城。
關東管領軍越過碓冰峠進入信濃国。包圍志賀城的武田晴信派重臣板垣信方、甘利虎泰組成別動隊迎擊。8月6日（9月19日）兩軍在小田井原對壘，武田軍重創關東管領軍，殺敵將14、15人、士兵3000人。

## 志賀城失守
武田軍將斬殺的3000敵兵的首級擺放在志賀城下來威嚇守軍。面對救援無望守軍士氣大大受挫。8月10日（9月23日）武田軍發起總攻，外圍、二圍都被攻陷。8月11日武田軍攻佔了本曲輪，城主笠原清繁和向關東管領請求援軍的高田憲賴被殺。笠原清繁的夫人被賜予郡內衆小山田信有作妾。江戶時代編纂的『甲斐国志』對笠原清繁的夫人的悲慘命運也有所描述。

## 戰後
志賀城陷落後武田氏控制了整個佐久郡，同鄰接的小縣郡北信濃名族村上義清的戰爭拉開序幕。
天文17年（1548年）2月，武田晴信向小縣郡發起進攻，在上田原敗給村上義清，失去重臣板垣信方、甘利虎泰（參見上田原之戰）。

## 外部連結
- 小田井合戦

## 関連項目
- 上田原之戰